# Will Shuster
William Howard Shuster Jr. (* 26. November 1893 in Philadelphia, Pennsylvania; † 9. Februar 1969 in Albuquerque, New Mexico) war ein US-amerikanischer Maler, Bildhauer und Lehrer, bekannt als Mitglied der Künstlergruppe Los Cinco Pintores und Schöpfer der Figur Zozobra.

## Leben
Will Shuster nahm am Ersten Weltkrieg teil und wurde in Frankreich durch Giftgas verwundet, was zu schweren Lungenschäden führte. Auf ärztlichen Rat hin zog er nach Santa Fe, New Mexico, um sich im trockenen Klima zu erholen. Dort begann er, sich intensiver mit der Malerei zu beschäftigen. Er lernte den bekannten Ashcan-Maler John Sloan kennen, der als künstlerischer Mentor eine prägende Rolle in Shusters Leben spielen sollte.
1921 gründete Will Shuster zusammen mit Willard Nash, Walter Mruk, Josef Bakos und Fremont Ellis die Künstlergruppe Los Cinco Pintores („Die fünf Maler“). Diese Gruppe war die erste organisierte Künstlervereinigung in Santa Fe und verstand sich als Gegenbewegung zur akademisch geprägten Kunstszene von Taos. Ihr Stil war vom Primitivismus und einer expressiven Farbgebung beeinflusst.
Neben der Malerei betätigte sich Will Shuster als Kunsthandwerker, Metallarbeiter und Keramiker. Er schrieb für Zeitungen, trat als Akkordeonspieler und Varietékünstler auf und war für seinen exzentrischen Lebensstil bekannt. Sein wichtigster kultureller Beitrag war jedoch die Erfindung der Zozobra, einer riesigen beweglichen Puppe, die jedes Jahr während der Fiesta de Santa Fe verbrannt wird. Diese Tradition, die er 1924 ins Leben rief, symbolisiert die Vertreibung von Sorgen und negativen Erfahrungen. Shuster gilt als wichtiger Vertreter des Regionalismus in der amerikanischen Kunstgeschichte. Sein Einfluss auf die Kulturszene von Santa Fe ist bis heute spürbar.

## Werk
Will Shusters Werk umfasst Malerei, Skulptur und Kunstprojekte im öffentlichen Raum. Seine Werke sind in den ständigen Sammlungen des Stark Museum of Art, des Brooklyn Museum, des Delaware Art Museum, des Newark Museum und des University of New Mexico Art Museum vertreten. Zu seinen bekanntesten Werken zählen
- Zozobra (1924): Eine riesige Puppe, die jedes Jahr während der Fiestas de Santa Fe verbrannt wird und die Sorgen des vergangenen Jahres symbolisiert.
- The Voice of the Earth (1934): Ein Wandgemälde, das im Rahmen des Public Works of Art Project entstand.
- El Toro (1952): Ein Symbol für das Santa Fe Rodeo.